# پیر دو لاریوی
پیر دو لاریوی (به فرانسوی: Pierre de Larivey) مترجم و نمایش‌نامه نویس قرن شانزدهم میلادی اهل فرانسه است.